# La amortajada (novela)
La amortajada es una novela de la escritora chilena María Luisa Bombal, publicada en 1938. Argumentalmente, está muy marcada por la sumisión psicológica del hombre hacia las figuras femeninas. En cuanto a estructura, esta novela cuenta con un contexto donde se viaja entre realidad y ficción, según lo que la autora quiere comunicar con Ana María, personaje principal de la novela, y los recuerdos de quienes se acercan a verla a su féretro. Es precisamente ese distanciamiento entre los vivos y Ana María, el que determina la forma no común en que en libro está fragmentado.  
Es una novela importante en la literatura de Chile, puesto que refleja las condiciones sociales de los años treinta, lo que la convierte en una obra reconocida incluso internacionalmente. Fue adaptada a la televisión por José Caviedes (dirección) y José Irarrázabal (guion) y transmitida por Televisión Nacional de Chile en 1971. 

## Argumento
El libro comienza con una descripción sobre la muerte de Ana María, desde la perspectiva de la narradora, para luego comenzar con la historia desde la perspectiva de la protagonista. Al comienzo la narradora habla sobre cómo se ve y siente la protagonista, recalcando que la cobija una enorme alegría. Luego, la narradora nos indica que personas (importantes en la vida de Ana María) la miran desde fuera del ataúd. 
La voz de la novela, en lo sucesivo es la de una muerta, que está en su ataúd, vestida con sus mortajas; de allí el título de la obra. Ana María desde su perspectiva comienza a sentir cosas que solo la muerte puede provocar; como por ejemplo, el desprendimiento de sus sentimientos terrenales, cuando la narradora nos dice: 

"Tantos seres, tantas preocupaciones y pequeños estorbos físicos se interponían siempre entre ella y el secreto de una noche. Ahora, en cambio, no la turba ningún pensamiento inoportuno". (p. 8-9)
María Luisa Bombal

Luego de los pensamientos de la protagonista, el primer evento que ocurre entre el ataúd y el exterior es cuando llega Ricardo a verla al ataúd, su primer y más fuerte amor.

"Te recuerdo, te recuerdo adolescente. Recuerdo tu pupila clara, tu tez de rubio curtida por el sol de la hacienda, tu cuerpo entonces, afilado y nervioso." (p.10)
María Luisa Bombal

 Este segmento finaliza con Ana María expresando sentimientos de rabia hacia Ricardo y a la vez, describiendo con alegría momentos especiales entre ambos. 
Tiempo después, Ana María comienza a tener sensaciones físicas que nunca había sentido antes, las que describe como una dulce fatiga, cuando se sentía aletargada y desmotivada de hacer cualquiera actividad que requiriera esfuerzo. El fragmento cierra cuando Ana María recalca que sus senos están comenzando a florecer, dando luces que su embarazo.  

“Ni un momento pensé en las consecuencias de todo aquello. No pensaba sino en gozar de esa presencia tuya en mis entrañas. Y escuchaba tu beso, lo dejaba crecer dentro de mí.” (p. 21)
María Luisa Bombal

Ana María divisa a alguien, quien ella dice que le parece conocida la tranquilidad con la que actúa. Es el padre de Ana María, un hombre reservado y orgulloso, quien probablemente no quiere ser visto llorando. 
Luego, cuando Alicia se acerca al ataúd, sabe automáticamente que es ella, al verla como de costumbre tan triste y solícita. Comparte historias de ambas en un convento donde se educaron juntas. Ana María también describe las dificultades que tuvo al hacer su primera comunión. 
El marido de María Griselda, de quien solo se sabe que es hijo de alguien y ciertos detalles de su vida, como por ejemplo, que cela a su mujer, María Griselda, descrita como una mujer hermosa. Ana María intenta decirle que recapacite y que cambie su forma de ser respecto a su esposa. Al final de este tramo, Ana María nuevamente lucha con la muerte, ya que aún tiene cuentas pendientes. 
El primer momento en que Fernando se acerca hacia la tumba, Ana María recalca en como un amor puede humillar tanto, refiriéndose directamente hacia su relación de amantes con Fernando. Al mismo tiempo, Fernando grita desesperado hacia la tumba de Ana María, de alguna forma confesando el amor que siempre le tuvo. El fragmento contiene una narración sobre como ambos concretaron su amor oculto. El fragmento más adelante prosigue, donde es presentado el hijo de Ana María, Fred, hermano de su otra hija, Anita, quien Fernando enfatizaba en que era el favorito de Ana María. 
Ana María, como en la mayoría de la novela, cuenta historias en común con algún personaje. En este caso, describe a Antonio como a un ser distante y poco romántico, razón por la que ella deja de amarlo. Además, Antonio describe las razones porque siempre amó a Ana María. En este fragmento nos damos cuenta que Ana María se arrepiente, y vuelve junto a Antonio. 
Ana María cuenta algunos detalles de la vida amorosa de su amiga y de la forma en que veía Ana María a Zoila. 
En el tramo final de la novela, Ana María describe el momento exacto cuando sus seres queridos comienzan a acarrear el ataúd donde ella se encuentra. Ella relata eventos y saca deducciones según los movimientos del ataúd. También saca conclusiones según quienes la están llevando, momento donde ella ve el cielo. Finalmente, ella siente que la empujan hacia abajo sin cesar, como si se tratase de un hoyo infinito. 

"Y he aquí que se siente precipitada hacia abajo, precipitada vertiginosamente durante un tiempo ilimitado hacia abajo; como si hubieran cavado el fondo de la cripta y pretendieran sepultarla en las entrañas mismas de la tierra." (.p 89)
María Luisa Bombal

## Recepción y crítica
María Luisa Bombal y su obra son consideradas por la crítica como precursoras de la novela chilena contemporánea, debido a sus innovaciones, como el papel de fundamental en la crítica al rol de la mujer en sus trabajos, los monólogos internos, atmósferas oníricas, lenguaje metafórico y ambigüedad espacio-temporal.
Mario Ferrero destaca la importancia y aparta a Bombal del conflicto entre el realismo y el surrealismo de la generación del 38’, diciendo sobre ella que:

"Representó directamente un realismo mágico, de finísimo corte lírico, en sus grandes creaciones prosísticas". (p. 254)
Mario Ferrero

Lucía Guerra, reconocida feminista, profesora y crítica literaria, se ha referido a María Luisa Bombal de manera admirativa. Entre las obras de Lucía Guerra, destaca “La Narrativa de María Luisa Bombal”, publicada en 1980.
Guerra, acerca del argumento La Amortajada, destaca que:

“Se elabora dicha frustración a través de un contexto totalizante y redondeado que no sólo cubre el pasado y el presente en la vida de Ana María, sino que también incorpora su trayectoria de inmersión en el ámbito ignoto de la muerte”. (p. 7)
Lucía Guerra

Refiriéndose a la frustración de la protagonista, en relación su entorno, plantea que está narrado de una manera casi onírica, de ensueño y además realista en un mismo tiempo.
Inicialmente, el argumento de La Amortajada fue confiado por la autora a Jorge Luis Borges, cuya respuesta no fue alentadora. Dudando sobre la viabilidad del argumento, respondió a Bombal que:

"Dos riesgos lo acechaban, igualmente mortales: uno, el oscurecimiento de los hechos humanos de la novela por el gran hecho sobrehumano de la muerta sensible y meditabunda; otro, el oscurecimiento de ese gran hecho por los hechos humanos".
Jorge Luis Borges

Posteriormente, tras afinar aquellos detalles, se lo reenvió a Borges, quien, admirado y tras la publicación del libro, dijo al respecto en Buenos Aires, en agosto de 1938:

"Libro de triste magia, deliberadamente suranée, libro de oculta organización eficaz, libro que no olvidará nuestra América".
Jorge Luis Borges

## Nota
1. ↑  María Griselda es un personaje que apareció anteriormente en el libro La historia de María Griselda.